# 綿打為氏
綿打 為氏（わたうち ためうじ、? - 1338年?）は、南北朝時代の武将。通称は太郎。官職は刑部。大舘家氏の長男、宗氏、金谷重氏、有氏の兄、氏義の父、氏頼の祖父。

## 概要
1333年に新田惣領家の新田義貞の麾下として、弟宗氏とともに鎌倉幕府討伐に従軍した。同年に弟が鎌倉極楽寺坂で戦死を遂げたが、以降も義貞に従った。
1338年に義貞が越前藤島で戦死すると、後に同じ南朝方の北畠顕家に従って、転戦を繰り返して摂津堺浦で、顕家とともに戦死を遂げた。
異説としては、1340年に花園宮満良親王を奉じて、土佐方面で活躍したともいう。